# インゲル・ニルソン
カリン・インゲル・モニカ・ニルソン（Karin Inger Monica Nilsson、1959年5月4日- ）は、スウェーデンの女優、歌手である。インゲル・ニルセンまたはインゲル・ニルッセンとも。子役としてデビューした。主に1969年のスウェーデンのテレビシリーズ『長くつ下のピッピ』で長くつ下のピッピを演じたことで知られている。このテレビシリーズは編集され、1969年に2本の映画として公開された。1970年、続編となる2作の映画でもピッピを演じた。現在はストックホルムで秘書として働いており、時折小さな舞台に出演している。

## 経歴

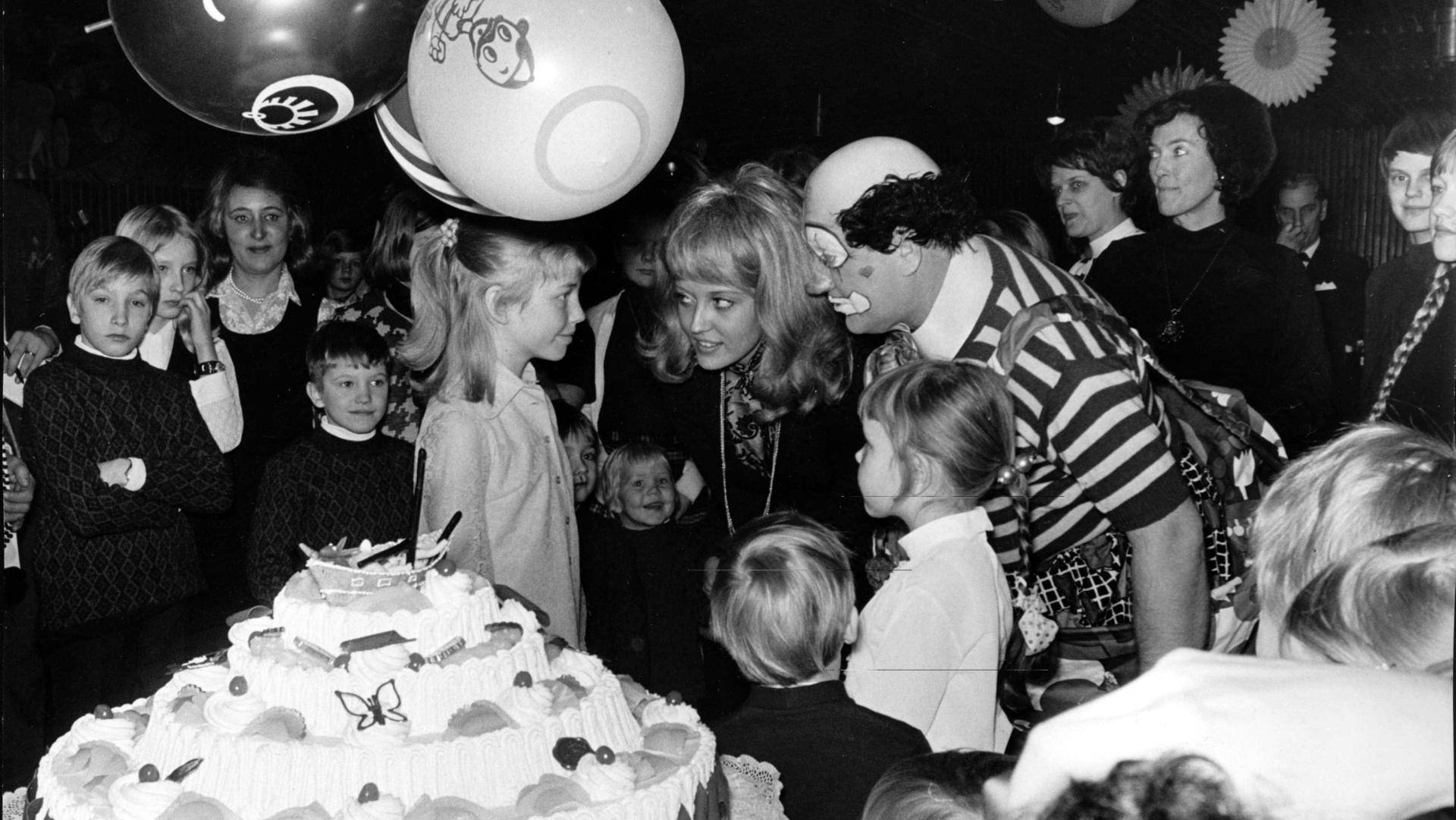
1970年にフィンランド、ヘルシンキを訪問した歳のインゲル。ヘルシンキ・アイスホールでフィンランドのピエロ、オンニ・ギデオンに会っている。

長くつ下のピッピに配役されたとき、ニルソンは8歳であった。最初に彼女はテレビシリーズに出演し、次に3本の長編映画に出演した。『長くつ下のピッピ』の後、医療秘書として職業訓練を受けたが、俳優としてのキャリアを追求することを選択した。ニルソンは、とりわけ、エストゲタ劇場の小道具係を務め、いくつかの戯曲に出演した。
2007年以来、ニルソンはドイツのTVチャンネルZDFのテレビシリーズ『警部と海』に法医病理学者Ewa役で出演している。

## 賞
1975年、ニルソンはテレビシリーズのピッピ役でTP de Oro賞の「最も人気のある登場人物」賞を受賞した。

## フィルモグラフィー
- 1969年 - 『長くつ下のピッピ』
- 1969年 - 『ピッピ 船にのる（英語版）』
- 1970年 - 『長くつ下のピッピ（英語版）』（ピッピの宝島）
- 1970年 - 『続・長くつ下のピッピ（英語版）』
- 1989年 - 『カイサとおばあちゃん（英語版）』
- 2000年 - 『グリプスホルム城（英語版）』Gripsholm
- 2015年 - 『波紋（英語版）』Efterskalv